# Rimo Hunt
Rimo Hunt, né le 5 novembre 1985, est un footballeur estonien évoluant actuellement au poste d'attaquant au FC Kaisar.

## Biographie
Hunt joue pour la première fois sous les couleurs de l'Estonie le 5 juin 2013, contre la Biélorussie.
Il marque son premier but avec l'Estonie contre Gibraltar le 5 mars 2014 (victoire 2 buts à 0 des Estoniens).

## Palmarès
- Champion d'Estonie en 2013 avec le Levadia Tallinn
- Vainqueur de la Supercoupe d'Estonie en 2013 avec le Levadia Tallinn